# Albert Brie
Pour les articles homonymes, voir Brie.
Albert Brie, né le 6 décembre 1925 à Québec, et mort le 27 octobre 2015 à Belœil, est un écrivain et humoriste québécois. Il a participé comme scripteur francophone à plusieurs médias canadiens. Il est notamment connu comme auteur d'aphorismes humoristiques et philosophiques.

## Biographie
Albert Brie est né le 6 décembre 1925 à Québec. Son père, Arthur Brie, marin, meurt en mer en 1934. Orphelin de père, il fréquente l’école primaire à Québec. À l’adolescence, il fait des études commerciales. Il se dit « très rêveur » : « J’ai soutenu une partie de ma vie avec les rêves, en vivant de rêves ». Faute d’argent, il ne peut aller à l’université et devient donc un auteur autodidacte : « Ma culture a été acquise par la lecture », reconnaît-il. Albert Brie s'est d'abord essayé à divers métiers : comptable, commis de magasin, voyageur de commerce, secrétaire pour une coopérative, ou encore employé d’une compagnie d’assurance. Il finit par se retrouver un jour sans emploi.

Il entre en 1947 à la station de radio CHRC. Il y est officiellement annonceur jusqu’en 1954, mais occupe dans les faits diverses fonctions, dont celles d’animateur, de réalisateur et de scripteur. Commencent alors pour lui des collaborations avec plusieurs radios. Il participe à des émissions humoristiques et culturelles telles que Silence la cour est ouverte, Le Père Tobie et Phono-micro. À CBF, la radio d’État, il signe aussi des sketchs pour la série Trois de Québec et devient le scripteur attitré de la très populaire émission Chez Miville. Pour la télévision, il collabore aux émissions de variétés Music-hall, Les Couche-tard, en plus de signer des scénarios inspirés des romans policiers pour Les Enquêtes Jobidon. Il écrit aussi pour les émissions Dix sur dix et Déjà 20 ans, sans compter des sketchs qu’il rédige pour la revue musicale Henni soit qui joual y pense. Malgré sa réussite, il tient à rester dans l’ombre. 

« Choisissez de n’être d’aucun parti, écrit-il, c’est le meilleur.
Vous le saurez devant la hargne rageuse de ceux qui ne peuvent en être, pour vous en déloger. »

Il a aussi tenu une chronique, intitulée Les Propos du timide ou Le Mot du silencieux, dans les quotidiens montréalais La Presse et Le Devoir, respectivement, dont il a tiré deux grands ouvrages d'aphorismes : Le Mot du silencieux (1978) puis Le Retour du silencieux (1989). Selon Jean-François Nadeau, « ses pensées patiemment ciselées dans des formules très souvent fulgurantes ont nourri de leurs lumières plusieurs générations de lecteurs ». Jean Marcel le présente comme « un écrivain prodigieux, à mettre quelque part entre le vieux Montaigne et le jeune La Bruyère ».
Le fonds d'archives d'Albert Brie (P861) est conservé au centre BAnQ Vieux-Montréal de Bibliothèque et Archives nationales du Québec.

## Vie privée
Madeleine Hudon et lui s'étaient épousés à Québec le 6 juillet 1950, paroisse Notre-Dame-du-Chemin,. Elle meurt à 80 ans, à la fin de décembre 2007. Lui survivent une fille (la journaliste Danielle) et trois fils (Claude, Jean-Pierre et Vincent), tous mariés, ainsi que  plusieurs petits-enfants et arrière-petits-enfants. Albert Brie, veuf de Madeleine Hudon, meurt le 27 octobre 2015 , à Belœil, des suites d'une longue maladie.

## Publications
- Les Propos du timide (textes d'abord publiés dans le quotidien La Presse), Montréal : Les Éditions de l'Homme, 1965, 94 p.
- Le Mot du silencieux (textes d'abord publiés dans le quotidien Le Devoir), Montréal : Fides, 1978, (préface de Jean Marcel) (illustrations de Claude Brie) 242 p.  (ISBN 0-7755-0677-X et 978-0-7755-0677-8)
- L'Agenda du silencieux, Chambly : Les Éditions Héritage, 1985-1991
- Le Retour du silencieux, Montréal : Boréal, 1989, 250 p.  (ISBN 978-2-8905-2281-7)
- Albert Brie : Les meilleurs mots du silencieux, Montréal : Le Devoir, 2015, 19 p.  (ISBN 978-2-9244-2300-4 et 978-2-9244-2307-3) 
— [PDF] [présentation en ligne]